# Adlikon bei Andelfingen

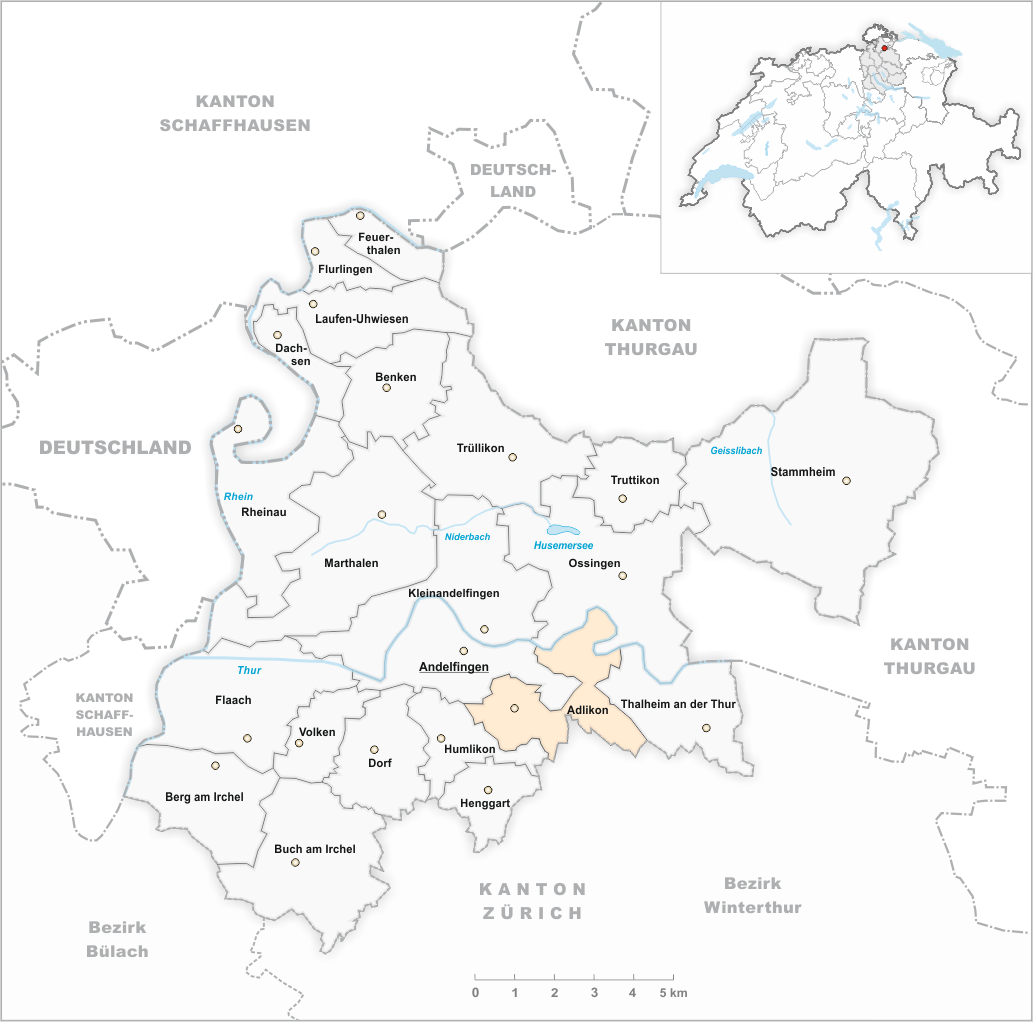
Gemeindestand vor der Fusion am 1. Januar 2023

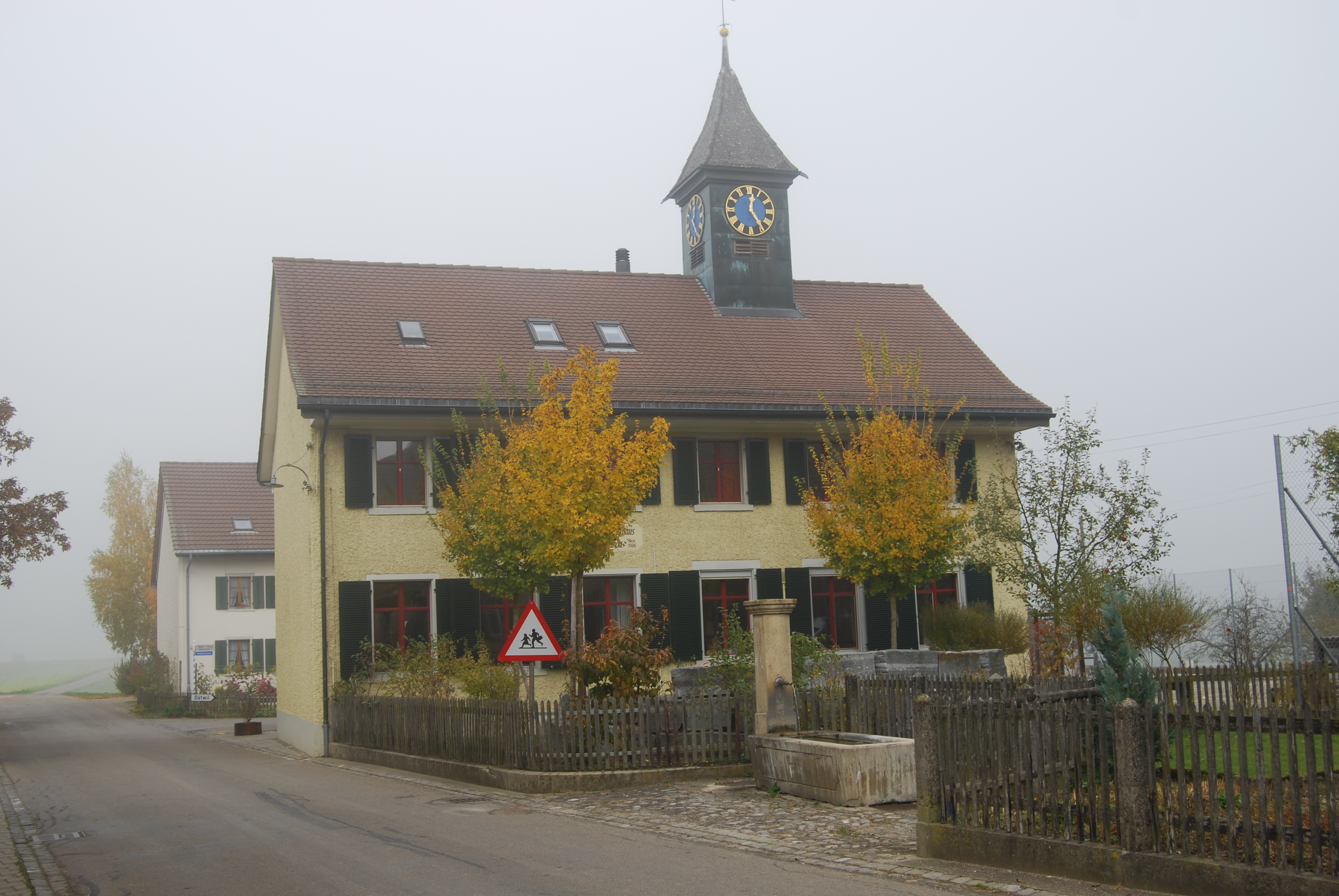
Primarschulhaus Adlikon

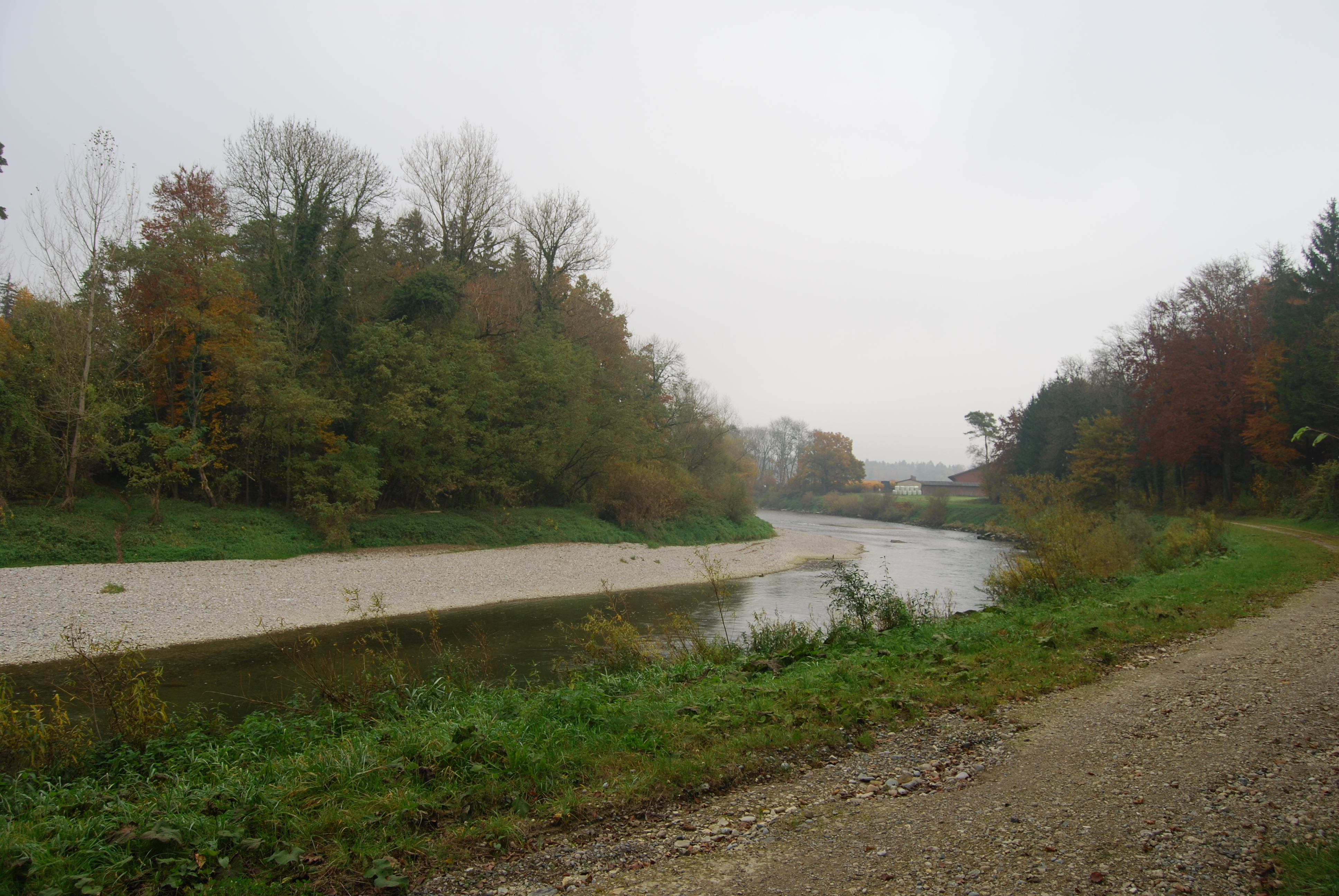
Die Thur bei Dätwil

Adlikon  (in einheimischer Mundart: Adlike [ˈɑdlikχə]) ist ein Dorf in der Gemeinde Andelfingen im Norden des Kantons Zürich. Bis zum 31. Dezember 2022 bildete Adlikon eine eigene politische Gemeinde.

## Wappen
Blasonierung:
In Gold ein halber schwarzer, rotgezungter Löwe

## Geographie

Historisches Luftbild von Werner Friedli von 1946

Adlikon liegt im Zürcher Weinland. Die einstige Gemeinde umfasste auch die Weiler Niederwil südlich des Hauptdorfes sowie Dätwil am Südufer der Thur. Adlikon ist etwa 25 km von Zürich entfernt und liegt auf einem kleinen Höhenzug unweit der Autostrasse A4.
Ein Viertel der einstigen Gemeindefläche ist von Wald bedeckt, zwei Drittel dienen der Landwirtschaft, und knapp ein Zehntel ist durch Siedlung und Verkehr genutzt.

## Bevölkerung
| Jahr      | 1467 | 1470 | 1634 | 1850 | 1900 | 1950 | 2000 | 2005 | 2010 | 2015 | 2020 | 2022 |
| --------- | ---- | ---- | ---- | ---- | ---- | ---- | ---- | ---- | ---- | ---- | ---- | ---- |
| Einwohner | 46   | 27   | 253  | 915  | 432  | 394  | 587  | 560  | 577  | 662  | 689  | 707  |

Nach einem zwischenzeitlichen Anstieg vor allem in den 1970er Jahren nahm die Bevölkerung seit 2003 durch Überalterung und Wegzug um etwa 4 % ab, danach aber wieder zu.

## Politik
Letzter Gemeindepräsident war Peter Läderach (SVP, bis Ende 2022).
Die SVP war bei der Nationalratswahl 2019 mit 56,46 % Wähleranteil die weitaus stärkste Partei in Adlikon. Die übrigen Parteien erreichten folgende Wähleranteile: FDP 9,36 %, Grüne 6,77 %, EVP 6,71 %, glp 6,41 %, SP 6,10 %, BDP 3,91 %, EDU 2,52 %, CVP 1,33 % und andere (8) 0,44 %.

## Wirtschaft
Der grösste Wirtschaftszweig ist die Landwirtschaft.

## Verkehr
Mit der Buslinie 612 hat Adlikon eine Busverbindung zwischen Andelfingen und Seuzach. Mit dem Fahrplanwechsel im Dezember 2018 wurde das Angebot des Busses überprüft und je nach Wunsch ausgebaut im Rahmen der 4. Teilergänzungen der S-Bahn Zürich. In Andelfingen besteht Anschluss auf die schnelle
- S 24 Thayngen – Schaffhausen/Weinfelden – Winterthur – Zürich Flughafen – Zürich HB – Thalwil – Horgen Oberdorf – Zug

nach Zug
oder mit
- S 12 Brugg – Altstetten – Zürich HB – Stadelhofen – Winterthur – Schaffhausen/Wil
- S 33 Winterthur – Schaffhausen

nach Brugg, respektive Winterthur
Neben dem öffentlichen Verkehr hat Adlikon auch einen Vollanschluss auf die A4. Diese Autobahn sollte ab 2021 um je 1 Spur pro Richtung ausgebaut werden. Die öffentliche Auflage dieses Projektes fand im Februar 2016 statt, es wurden 48 Verbesserungsvorschläge eingereicht. Die Inbetriebnahme war für 2023 geplant. Zahlreiche Einsprachen verzögerten jedoch das Projekt. Die Gemeinde Adligenswil verlangte eine Prüfung von zusätzlichen Lärmschutzmassnahmen und bekam vor dem Bundesverwaltungsgericht recht, womit das Projekt weiter verzögert wird.

## Geschichte
Die Besiedlung der Region zur Römerzeit ist durch Gutshöfe bei Niederwil und Dätwil belegt.
Die Ortschaft wurde wahrscheinlich 1040 erstmals erwähnt: in villa Adalinchova hoba; jedoch bereitet die Unterscheidung zu Adlikon bei Regensdorf bei den frühen Belegen Schwierigkeiten. Der Ortsname ist eine Zusammensetzung eines um das Zugehörigkeitssuffix -ing- erweiterten althochdeutschen Personennamens mit dem Grundworte hof und bedeutet etwa ‹bei den Höfen der Sippe des Adalo/Adilo›.
Ab dem Jahre 1817 war Adlikon eine selbstständige Gemeinde; 1872 wurde Humlikon abgetrennt. Eine gewisse wirtschaftliche Entwicklung erfolgte ab 1958. In einer Volksabstimmung wurde im November 2021 entschieden, sich auf den 1. Januar 2023 der benachbarten Gemeinde Andelfingen anzuschliessen. Somit wurden Adlikon, Dätwil und Niederwil zu Ortsteilen von Andelfingen.